# Athaumasta corticula
Athaumasta corticula är en fjärilsart som beskrevs av Rudolf Püngeler 1901. Athaumasta corticula ingår i släktet Athaumasta och familjen nattflyn. Inga underarter finns listade i Catalogue of Life.